# Crimmitschau
Crimmitschau (česky zastarale Křemeničov) je velké okresní město v zemském okrese Cvikov v německé spolkové zemi Sasko. Má přibližně 18 tisíc obyvatel.

## Poloha
Leží na řece Pleiße na severním úpatí Krušných hor.

### Sousední obce
Sousedí s obcemi Cvikov, Dennheritz, Neukirchen, Meerane a Langenbernsdorf v zemském okrese Cvikov, s obcemi Heyersdorf, Jonaswalde, Ponitz a Thonhausen v duryňském zemském okrese Altenbursko a s obcemi Braunichswalde, Rückersdorf a Seelingstädt v duryňském zemském okrese Greiz.

### Části obce
Crimmitschau se dělí na městské části Rudelswalde, Lauenhain, Langenreinsdorf, Mannichswalde, Frankenhausen, Wahlen, Gösau, Gosel, Gablenz, Blankenhain, Großpillingsdorf a Harthau.

## Osobnosti
- Heinrich Mauersberger (1909–1982), technik a vynálezce